# Oedemera crassipes
Oedemera crassipes é uma espécie de insetos coleópteros polífagos pertencente à família Oedemeridae.
A autoridade científica da espécie é Ganglbauer, tendo sido descrita no ano de 1881.
Trata-se de uma espécie presente no território português.